# Centre du Théâtre d'Aujourd'hui
Le Centre du Théâtre d'Aujourd'hui est une institution théâtrale et un centre dramatique fondé en 1968 et situé à Montréal (Québec). Il se dédie exclusivement à la dramaturgie québécoise et canadienne d’expression française.
Ce sont plus de 300 productions qui y ont vu le jour et le théâtre accueille plus de 30 000 spectateurs par saison. Il est aujourd’hui conjointement dirigé par Sylvain Bélanger et Étienne Langlois.

## Mission artistique
Le Centre du Théâtre d’Aujourd’hui est une institution théâtrale et un centre dramatique qui se consacre exclusivement à la création, à la production et à la diffusion de la dramaturgie québécoise et canadienne d’expression française. Il place le texte dramatique au cœur de sa démarche artistique, participe au développement et au rayonnement des auteurs et promeut la dramaturgie québécoise dans le monde francophone,.

## Historique
Le Centre du Théâtre d'Aujourd'hui est né le 26 août 1968 du regroupement de trois troupes de théâtre semi-professionnelles : le Mouvement contemporain dirigé par André Brassard, les Saltimbanques dirigés par Rodrigue Mathieu et les Apprentis-Sorciers dirigés par Jean-Pierre Saulnier et Pierre Collin ainsi que le mime Michel Poletti. Ils s'installent dans un hangar au 1297 rue Papineau, au sud de Sainte-Catherine. La salle est petite, pouvant accueillir une centaine de spectateurs, mais elle est modulable. 
À la fin des années 1960, la dramaturgie québécoise en est encore à ses balbutiements . La première saison du Théâtre d'Aujourd'hui est donc en continuité avec le passé des compagnies et artistes qui l'ont créé et qui œuvrent depuis des années à faire connaître au public montréalais la dramaturgie européenne d’après-guerre : Fernando Arrabal, Michel de Ghelderode, Philippe Adrien.
Après une première saison, Michel Poletti retourne en Suisse, les Saltimbanques et le Mouvement contemporain mettent fin à leurs activités. Demeure alors un trio de créateurs : Jean-Pierre Saulnier s'occupe de la direction générale, Pierre Collin de la direction artistique et Robert Spickler de l'administration.
C'est avec l'arrivée de Jean-Claude Germain et de sa troupe Les Enfants de Chénier, en 1969, que le Théâtre d'Aujourd'hui trouve sa voie : la dramaturgie québécoise. En 1972, Les Enfants de Chénier deviennent les P'tits enfants Laliberté et Jean-Claude Germain occupe une grande partie de la saison 1969-1970 du Théâtre d'Aujourd'hui avec sa compagnie. À partir de 1972 et jusqu'en 1982, avec Robert Spickler, il assume la direction, la programmation et l'orientation québécoise du Théâtre d'Aujourd'hui.
En 1983, Gilbert Lepage est nommé à la direction artistique du Centre du Théâtre d'Aujourd'hui. Il programme alors une nouvelle génération d'artistes, par exemple Michel Marc Bouchard ou René Richard Cyr. En 1987, il quitte la direction du Théâtre d'Aujourd'hui, et c'est Robert Lalonde qui prend sa suite.
En 1989, Michelle Rossignol est nommée à la tête du Théâtre d'Aujourd'hui. C'est sous sa direction que le Théâtre d'Aujourd'hui déménage dans des locaux plus grands, et s'installe donc à un emplacement au 3900 rue Saint-Denis (à Montréal) en septembre 1991. Ce nouveau lieu comprend une salle principale pouvant accueillir jusqu’à 275 spectateurs ainsi qu’une deuxième salle plus intime, nommée en l'honneur de Jean-Claude Germain. Il est conçu par Saucier+Perrotte.
Sous la direction de Michelle Rossignol, ce sont Normand Chaurette, René Gingras, Jovette Marchessault, René-Daniel Dubois, Pol Pelletier qui présentent des créations pour la première fois. De nouvelles voix se font entendre dans les années 1990 : celles de Normand Canac-Marquis, Larry Tremblay, Carole Fréchette, Michèle Magny mais aussi celles de Pan Bouyoucas, d’Abla Farhoud et de Wajdi Mouawad. Michelle Rossignol introduit également la notion de répertoire dans sa direction artistique, et présente donc des textes de Réjean Ducharme (La fille de Christophe Colomb) et de Claude Gauvreau (La reprise) jamais joués jusqu'alors, ainsi qu'une seconde vie à La trilogie des Brassard de Michel Tremblay, aux Muses orphelines de Michel Marc Bouchard et aux Fragments d'une lettre d'adieu lus par des géologues de Normand Chaurette .
En 1998, René Richard Cyr est nommé à la direction artistique et Jacques Vézina à la direction administrative. Des productions comme 24 poses (portraits) de Serge Boucher ou Des fraises en janvier d’Evelyne de la Chenelière, seront présentées en dehors des murs du Théâtre d'Aujourd'hui  , et de nouvelles compagnies sont accueillies au sein du théâtre .
En 2004, c'est Marie-Thérèse Fortin qui est nommée directrice artistique. Elle met en place des résidences de 2 ans pour des compagnies de la relève. Ainsi Christian Lapointe, Fanny Britt, Simon Boudreault, Catherine-Anne Toupin, Frédéric Blanchette, Francis Monty, Dominick Parenteau-Lebeuf, Sébastien Dodge, Dany Boudreault, ont pu y présenter leur travail. La salle Jean-Claude-Germain a également servi de vitrine pour les œuvres de Simon Boulerice, Sébastien David, Steve Laplante, Jean-Paul Daoust, Emmanuel Schwartz, Sarah Berthiaume.
En 2010, le Théâtre d'Aujourd'hui s'allie au metteur en scène René Richard Cyr et au musicien Daniel Bélanger pour une relecture en musique de l'œuvre phare de Michel Tremblay, Belles-sœurs.
Au cours de l’été 2010, le Théâtre d’Aujourd’hui fait l’objet d’importantes rénovations de sa salle principale et se dote également d’une nouvelle salle de répétition afin d'offrir de meilleures conditions de création à ses artistes et concepteurs. À la suite de ces rénovation, la programmation de la salle Jean-Claude Germain est centrée sur la préparation et la diffusion des productions des compagnies de la relève et des auteurs émergents.
En septembre 2012, Sylvain Bélanger succède à Marie-Thérèse Fortin au poste de directeur artistique et codirecteur général du Centre du Théâtre d’Aujourd’hui. Son projet est notamment d'ancrer cette institution dans une réflexion politique et sociale appuyée, à travers un éditorial fort. Il crée La Horde, un projet de médiation culturelle, et le 3900, le magazine du Centre du Théâtre d'Aujourd'hui. Etienne Langlois le rejoint à la direction administrative et codirection générale en 2014.
En 2019, ils impulsent la rénovation du hall du Centre du Théâtre d'Aujourd'hui ,.

## Le 1% artistique
Lors des rénovations de 1991, et conformément à la loi du 1% artistique, le Centre du Théâtre d'Aujourd'hui s'est doté d'une sculpture d'un plasticien contemporain : Les enjeux de Michel Goulet (1991) . Cette œuvre d'art en acier galvanisé, laiton et granite se trouve depuis à côté de l'entrée principale du théâtre,.
Lors des rénovations de 2010, le Centre du Théâtre d'Aujourd'hui a acquis une nouvelle marquise, intitulée Aujourd'hui, œuvre de l'artiste Dominique Blain dans le cadre de cette même disposition légale.

## Directions

### Directions artistiques
- 1972 à 1982 : Jean-Claude Germain
- 1983 à 1987 : Gilbert Lepage
- 1987 à 1988 : Robert Lalonde
- 1989 à 1998 : Michelle Rossignol
- 1998 à 2004 : René Richard Cyr
- 2004 à 2012: Marie-Thérèse Fortin
- 2012 à aujourd’hui: Sylvain Bélanger